# Supercopa Uruguaya 2021
De Supercopa Uruguaya 2021 was de vierde editie van de Supercopa Uruguaya. Landskampioen Club Nacional de Football - dat eveneens het Torneo Intermedio had gewonnen - nam het op tegen Montevideo Wanderers FC, de verliezend finalist van het Torneo Intermedio. Het was voor Wanderers hun eerste deelname aan de Supercopa Uruguaya.
Nacional won de wedstrijd met 2–0 en veroverde zo een maand na de landstitel ook de Supercopa. Het was hun tweede overwinning in deze competitie.

## Gekwalificeerde teams
| Team                      | Kwalificatie                                                 | Vorige deelnames     |
| ------------------------- | ------------------------------------------------------------ | -------------------- |
| Club Nacional de Football | Winnaar Primera División 2020 Winnaar Torneo Intermedio 2020 | 3 (2018, 2019, 2020) |
| Montevideo Wanderers FC   | Finalist Torneo Intermedio 2020                              | Geen                 |

## Supercopa Uruguaya
|                          |                             |                                   |                         |                                                                          |
| 2 mei 2021 18:00 (UTC−3) | Club Nacional de Football   | 2 – 0                             | Montevideo Wanderers FC | Estadio Centenario, Montevideo Scheidsrechter: Leodan González (Uruguay) |
| 2 mei 2021 18:00 (UTC−3) | Fernández 13' Bergessio 79' | Verslag (AUF) Verslag (Soccerway) |                         | Estadio Centenario, Montevideo Scheidsrechter: Leodan González (Uruguay) |

| Supercopa Uruguaya 2021                |
| -------------------------------------- |
| Club Nacional de Football Tweede titel |

2018 · 2019 · 2020 · 2021 · 2022 · 2023